# Bintou Dembélé

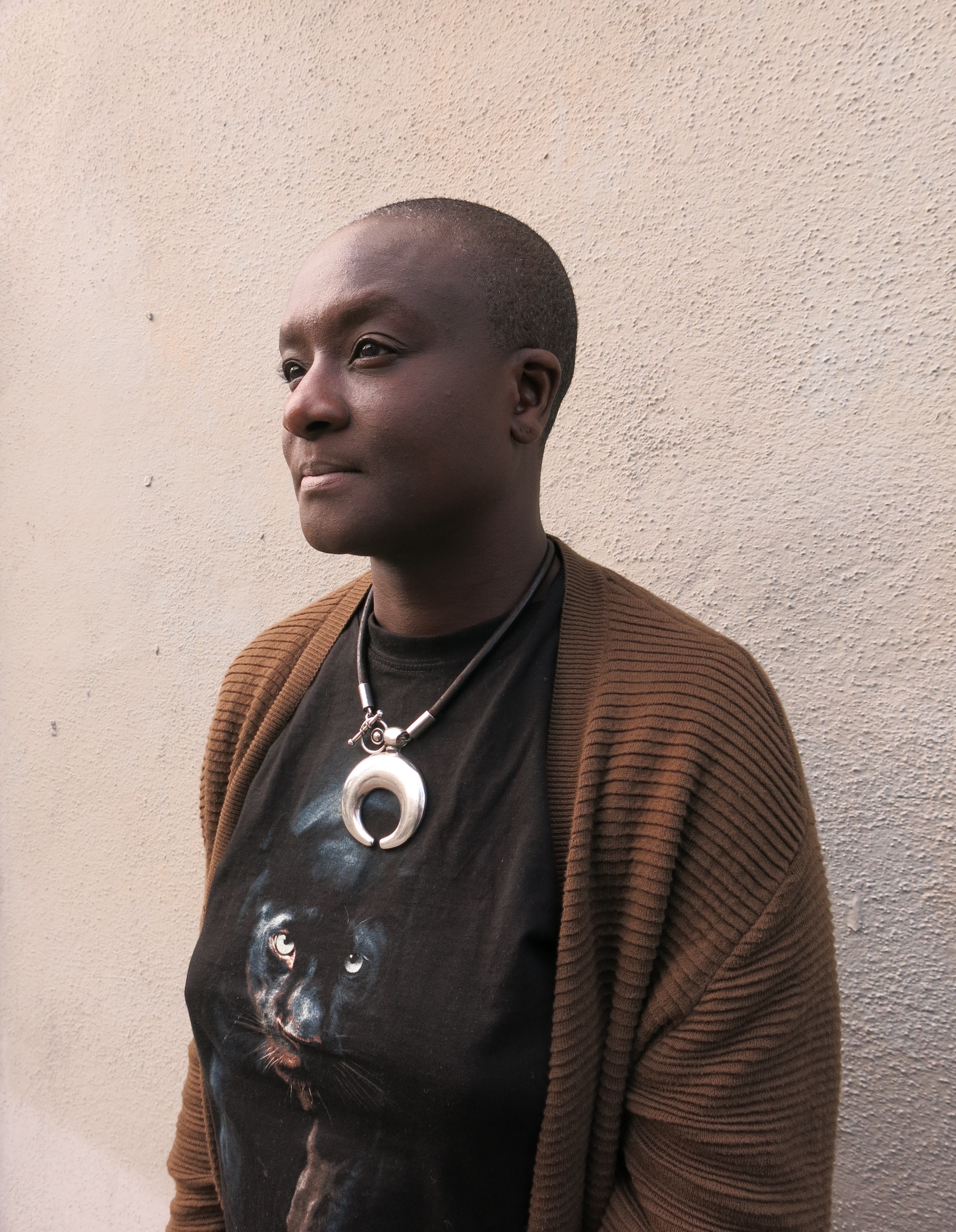
Bintou Dembélé (2017)

Bintou Dembélé (geb. 30. März 1975 in Brétigny-sur-Orge) ist eine französische Tänzerin und Choreografin.

## Leben
Dembélé, geboren in Brétigny-sur-Orge, einem kleinen Ort 30 Kilometer südlich von Paris, wuchs in einer kulturell vielfältigen Familie auf. In ihrer Kindheit war die französische Tanzsendung H.I.P. H.O.P. ein früher Einfluss für sie, und sie begann, sich für Hip-Hop zu begeistern. Als Jugendliche wurde sie Teil der Hip-Hop-Tanzszene und trat verschiedenen Crews bei.

## Wirken
Dembélé gilt als eine der Vorreiterinnen des Hip-Hop-Tanzes in Frankreich. Ihre künstlerische Arbeit reflektiert oft ihr Engagement für soziale Themen und ihre Kritik an kolonialen Nachwirkungen in der Gesellschaft, was sich besonders in ihren Choreografien zeigt. Im Jahr 2002 gründete sie die Compagnie Rualité, eine politisch geprägte Tanzgruppe, die sich auf die Erforschung urbaner Wirklichkeiten fokussiert. Im Jahr 2019 wurde sie als erste schwarze Choreografin an der Pariser Oper engagiert, um das Ballett Les Indes galantes neu zu inszenieren, eine Arbeit, die kritische Fragen zur französischen Kolonialgeschichte stellte. Diese Produktion und ihre weiteren Arbeiten, die urbane Tanzformen mit sozialkritischen Themen verbinden, brachten ihr auch internationale Anerkennung ein. Dembélé ist auch für ihre gemeinnützige Arbeit bekannt, insbesondere für ihre Beteiligung an der Gründung der Maison de l’écologie populaire in Bagnolet, die sie als kulturellen und sozialen Treffpunkt errichtete.